# Cantharellus subpruinosus
Cantharellus subpruinosus är en svampart som beskrevs av Eyssart. & Buyck 2000. Cantharellus subpruinosus ingår i släktet Cantharellus och familjen kantareller.   Inga underarter finns listade i Catalogue of Life.

## Bildgalleri

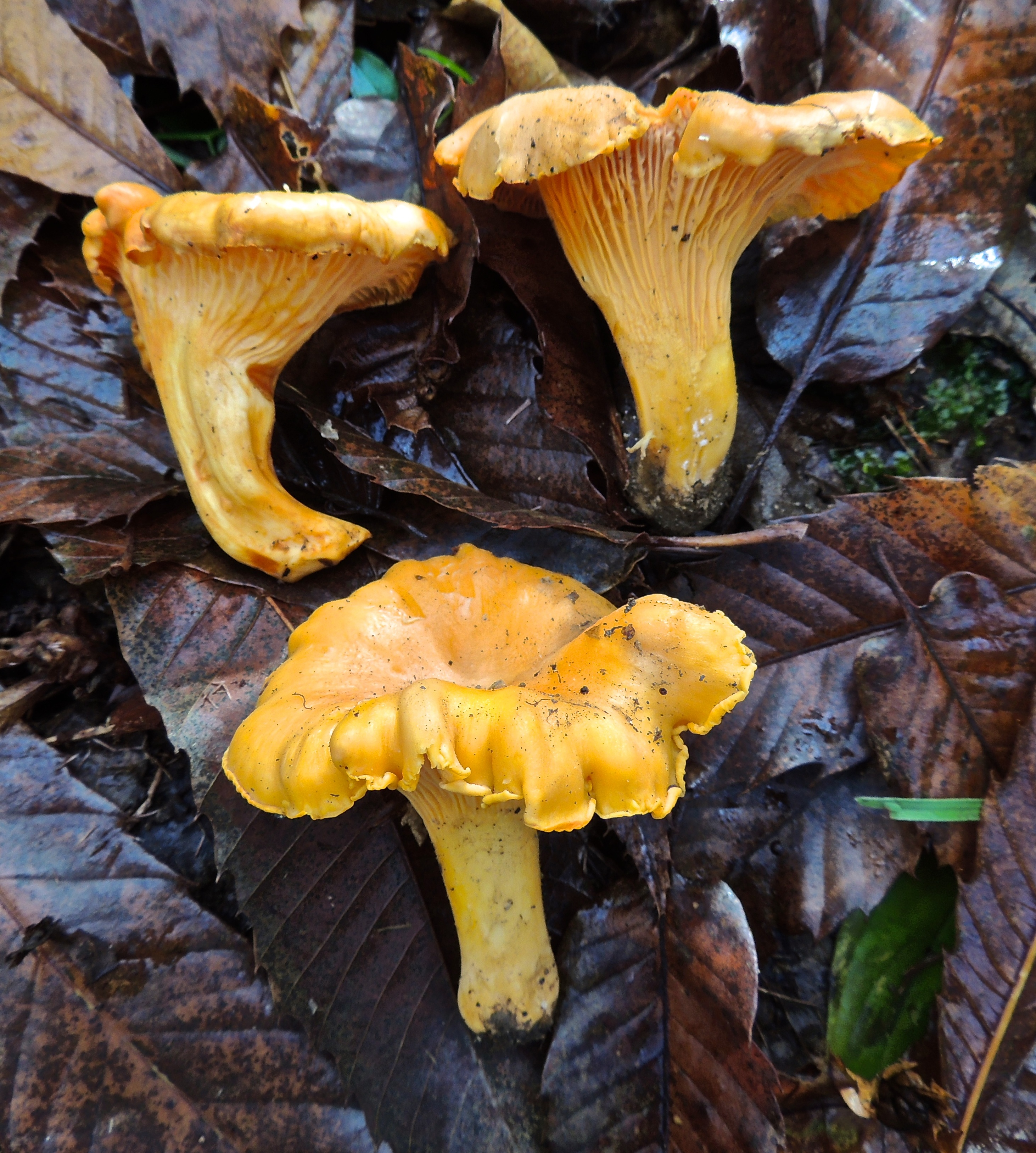